# Hérault
Hérault ( fransk udtale ?) er et fransk departement i regionen Languedoc-Roussillon. Hovedbyen er Montpellier, og departementet har 896.441 indbyggere (1999). Departementet har navn efter floden Hérault.

## Administrativ opdeling
Der er 3 arrondissementer, 25 kantoner og 343 kommuner i Hérault.